# Lago di Ganzirri
Il lago di Ganzirri è una formazione idrologica che appartiene, assieme al lago di Faro alla duna costiera di Capo Peloro, nell'area urbana di Messina. È anche detto Pantano Grande.

## Etimologia
Il nome Ganzirri secondo alcuni deriverebbe dall'arabo gadir, che significa "palude, pantano", o dall'arabo khanzir, che significa "suino", forse in riferimento a una cinghialaia lì esistente in antichità.

## Caratteristiche
Si estende, allungandosi in direzione NE-SO, per una superficie di circa 338 000 m², ha una lunghezza di circa 1,7 km e una larghezza di circa 250 m, la sua massima profondità è di circa 7 m. Ha una temperatura media che varia fra gli 11 °C a gennaio e i 31 °C in agosto. È alimentato da falde freatiche e da alcuni torrenti che vi sfociano, per cui il livello di salinità varia molto fra estate e inverno. Due canali, costruiti dagli inglesi attorno al 1830, permettono l'ingresso di acqua dal mare, il canale Carmine a nord, e il canale Catuso a sud che è coperto, questi vengono tenuti aperti o chiusi in base all'esigenza di ossigenare le acque che tendono ad andare incontro al fenomeno dell'eutrofizzazione. Un terzo canale collega il lago di Ganzirri con il lago di Faro. L'attuale lago di Ganzirri è nato dalla fusione di un bacino più piccolo con lo stesso nome e di un bacino posto a NE e denominato Madonna di Trapani, nel punto di fusione il fondale è bassissimo e praticamente impedisce lo scambio di grandi masse d'acqua fra i due bacini, creando due microambienti diversi. Nel lago negli ultimi anni si sono avuti spesso fenomeni di grandi morìe di pesce a causa dell'anidride solforosa sviluppata dal batterio Desulfovibrio desulfuricans, che emerge quando si smuovono le acque aprendo e chiudendo i canali.
Assieme al lago di Faro è stato dichiarato bene d'interesse etno-antropologico particolarmente importante, in quanto sede storica di attività produttive tradizionali legate alla mitilicoltura e tellinicultura.
Il lago di Ganzirri oggi è interamente circondato da un'area fittamente urbanizzata, pare che qualche costruzione esistesse già nel 1500. Tuttavia l'ambiente paludoso e malsano e la difficoltà di difendere le coste dalle frequenti incursioni dei corsari barbareschi, ha impedito fino al XVIII secolo qualsiasi sviluppo urbano, quindi tutto ciò che esisteva erano poche case sparse di pescatori e di coltivatori di mitili e qualche magazzino.
Fra il lago di Ganzirri e il lago di Faro anticamente esisteva un pantano denominato Margi, bonificato nell'Ottocento dai Borboni, al centro di esso si trovava un tempio dedicato a Nettuno, molto difficile da raggiungere per le esalazioni pestifere della palude.